# Panórama (Thessalonique)
Pour les articles homonymes, voir Panorama (homonymie).
Panórama, en grec moderne : Πανόραμα, est une banlieue de Thessalonique en Grèce. Selon le recensement de 2011, la population de Panórama compte 17 444 habitants. Jusqu'en 2010 Panórama formait un dème du district régional de Thessalonique, en Macédoine-Centrale. Elle fait désormais partie du dème de Pyléa-Chortiátis.
Panórama est situé à l'est de Thessalonique, au pied du mont Chortiátis (el) et à une altitude de 250 mètres. 